# Леополдщат
Вижте пояснителната страница за други значения на Леополдщат.
Леополдщат (на немски: Leopoldstadt) е вторият окръг на Виена. Населението му е 104 988 жители (по приблизителна оценка от януари 2019 г.).

## Подразделения
- Егерцале
- Леополдщат
- Цвишенбрюкен